# Arisdorf
Arisdorf é uma comuna da Suíça, situada no distrito de Liestal, no cantão de Basileia-Campo. Tem 9,99 km² de área e sua população em 2018 foi estimada em 1.638 habitantes.